# Peter Selby
Peter Stephen Maurice Selby (* 7. Dezember 1941) ist ein britischer anglikanischer Theologe. Er war von 1997 bis 2007 Bischof von Worcester in der Church of England.

## Leben

### Familie und Ausbildung
Selbys Eltern stammten aus Deutschland und Österreich. Sie waren in den 1930er Jahren auf der Flucht vor dem Nationalsozialismus in ihrem jeweiligen Heimatland als Emigranten nach Großbritannien gekommen. Sie lernten sich in London kennen, wo sie auch heirateten. Selbys Eltern waren zwar formell Mitglieder der Church of England, jedoch keine regelmäßigen Kirchgänger. Selby beschäftigte sich mit Fragen des Glaubens und der Religion erstmals anlässlich seiner Konfirmation.
Selby wuchs in West London auf. Er besuchte die Merchant Taylors’ School. Er studierte Philosophie und Psychologie am St John’s College der Universität Oxford. 1964 erwarb er dort den Bachelor-Abschluss und 1967 den Master-Abschluss (MA Oxon; Master of Arts, Oxbridge and Dublin) in den Fächern Philosophie und Psychologie. Zu Beginn seines Studiums in Oxford war Selby bereits von der Church of England für die Priesterausbildung angenommen worden. Seine Priesterausbildung absolvierte er 1964–1966 an der Episcopal Theological School in Cambridge, Massachusetts; dort schloss er 1966 als Bachelor of Divinity (BD) ab. Im Rahmen der Klinischen Seelsorgeausbildung war er 1965 drei Monate als Gefängnisseelsorger im San Quentin State Prison tätig; eine Erfahrung, die zu den wichtigsten in seinem Leben wurde und ihn nachhaltig prägte.
1975 erwarb er den Doktorgrad als Ph.D. im Fach Theologie am King’s College der Universität London.

### Kirchliche Laufbahn
Nach Abschluss seiner Priesterausbildung kehrte er nach Großbritannien zurück. 1966 wurde er in der St Paul’s Cathedral in London zum Diakon geweiht; 1967 folgte die Priesterweihe. Am Anfang einer Priesterlaufbahn stand von 1966 bis 1968 eine Stelle als Vikar (Assistant Curate) an der All Saints Church im Londoner Stadtbezirk Queensbury in Edgware. Von 1969 bis 1977 folgte ein weiteres Vikariat in Limpsfield (mit Zuständigkeit für die Gemeinde in Titsey) in der Grafschaft Surrey.
Gleichzeitig war er in verschiedenen Funktionen in der Diözese Southwark tätig: als Associate Director of Training (1969–1973), als Stellvertretender Leiter (Vice-Principal) des Southwark Ordination Course (1970–1972) und als Assistant Missioner der Diözese Southwark (1973–1977). Zu seinen Aufgaben gehörte insbesondere die religiöse Ausbildung, Unterweisung und Glaubenserziehung von Laien in Zusammenarbeit mit Gemeinden und religiösen Gruppen und Vereinen.
Von 1977 bis 1984 war er Diocesan Missioner der Diözese Newcastle. Als Diocesan Missioner war Selby Ansprechpartner der Diözese für die Kirchenmitglieder in Fragen des Glaubens, insbesondere im Spannungsfeld Glaube und Alltag. Gleichzeitig war er von 1977 bis 1984 Residenzkanoniker (Canon Residentiary) und Mitglied des Domkapitels der Newcastle Cathedral.
1984 wurde er, nach seiner Rückkehr in die Diözese Southwark, zum Bischof geweiht. Er war von 1984 bis 1992 Suffraganbischof von Kingston-upon-Thames. Seine Zuständigkeit reichte von Lambeth, Brixton und Wandsworth bis Kingston upon Thames und Richmond. Zu seinen Herausforderungen als Seelsorger und Kirchenvertreter gehörten die soziale Brennpunkte in South London, insbesondere innerhalb der „Black Community“.
Von 1992 bis 1997 wirkte er als „Ehrenamtlicher Assistenz-Bischof“ (Honorary Assistant Bishop) in der Diözese von Newcastle und in der Diözese von Durham.
Ende Januar 1997 wurde Selby zum Bischof von Worcester in der Church of England ernannt. Sein Amtsantritt erfolgte am 7. September 1997 mit einem Gottesdienst im Staatsgefängnis Long Lartin; am selben Tag wurde Selby in der Worcester Cathedral in sein Bischofsamt eingeführt. Im September 2007 ging Selby in den Ruhestand; sein Nachfolger als Bischof von Worcester wurde John Inge.

### Tätigkeit als Hochschullehrer und Theologe
Von 1992 bis 1997 war Selby als Hochschullehrer an der University of Durham tätig. Er unterrichtete und forschte dort im Fach „Angewandte Christliche Theologie“. Seine Universitätsstelle trug die Bezeichnung „William Leech Professorial Fellow in Applied Christian Theology“.
Selby verfasste in dieser Zeit mehrere theologische Werke, unter anderem: Look for the Living – The Corporate Nature of Resurrection Faith (1976), Liberating God – Private Care and Public Struggle (1983),  BeLonging – Challenge to a Tribal Church (1991), Rescue: Jesus and Salvation Today (1995) und Grace and Mortgage – The Language of Faith and the Debt of the World (1997).

### Theologische und politische Standpunkte
Zu Selbys theologischen Schwerpunkten gehörte stets das Spannungsfeld zwischen Glaube und Alltag. Er beschäftigte sich insbesondere mit Strukturen der Selbstverwaltung innerhalb der Kirche, um Christen in ihrem alltäglichen Leben zu unterstützen und seelsorgerisch zu begleiten.
Er war innerhalb der Church of England ein Befürworter des Rechtsinstituts der Gleichgeschlechtlichen Ehe.
Selby setzte sich für die Bekämpfung von Arbeitslosigkeit ein. Er war in der Church of England Mitglied der Arbeitsgruppe, die den Churches' Report on Unemployment and the Future of Work ausarbeitete. Selby schrieb: „Arbeitslosigkeit gehört zu den Hauptproblemen für die Christen und die Gesellschaft insgesamt. Arbeitslosigkeit ist nicht hinnehmbar. Die Tatsache, dass Arbeitslosigkeit jedoch mittlerweile als Faktum akzeptiert ist, das ist noch viel weniger hinnehmbar.“
Selbys besonderes Interesse galt der Gefängnisseelsorge. Während seiner gesamten Laufbahn als Kirchenmann setzte sich Selby stets für die religiösen Belange von Gefangenen und deren Seelsorge ein; sein Ziel war es, dass auch Gefängnisinsassen regelmäßig am religiösen Leben teilhaben sollten. Er verurteilte die Abschaffung und Reduzierung von Stellen für Gefängnisseelsorger. Er war in der Diözese von Southwark Vorsitzender (Chairman) der für Fragen des Strafvollzugs zuständigen Penal Affairs Group. Sein Verhältnis zum Rechtsinstitut der Lebenslangen Freiheitsstrafe war ambivalent.
Er war ein vehementer Gegner des Irak-Kriegs. Zu seinen weiteren Themen gehörten, auch aufgrund seiner eigenen Biografie, das Asylrecht und die Rechte von Flüchtlingen und Immigranten. Er war zeitweise Vorsitzender (Chair) des Asyl-Komitees (Asylum Committee) des British Refugee Council.

### Weitere Ämter
Selby hatte zahlreiche weitere kirchliche und nichtkirchliche Ämter inne. Er war Visitator (Visitor General) der Community of Sisters of the Church (1991–2001), Mitglied der Doctrine Commission der Church o England (1991–2003), Präsident (President) der Modern Churchpeople's Union (1990–1996) und der Society for Study of Theology (2003–2004).
Im September 2001 wurde Selby zum Obersten Gefängnisseelsorger ernannt; sein Amt als „Bischof der Gefängnisse Ihrer Majestät“ (Bishop to HM Prisons) übte er bis zu seinem Ruhestand im September 2007 aus. Von Januar 2008 bis 2013 war er Präsident (President) des National Council for Independent Monitoring Prison Boards.
Im Juli 2011 wurde er gemeinsam mit John Saxbee, dem emeritierten Bischof von Lincoln, zum Schirmherrn (Episcopal Patrons) der International No Anglican Covenant Coalition ernannt.

## Mitgliedschaft im House of Lords
Selby gehörte in seiner Eigenschaft als Bischof von Worcester von September 2002 bis September 2007 als Geistlicher Lord dem House of Lords offiziell an. Seine Antrittsrede hielt er am 21. November 2002 zum Thema Gefängnisseelsorge. Im Hansard sind Wortbeiträge Selbys aus den Jahren von 2002 bis 2005 dokumentiert. Im März 2005 meldete er sich im House of Lords zuletzt zu Wort. Seine Mitgliedschaft im House of Lords endete mit seinem Ruhestand als Bischof von Worcester im September 2007.

## Privates
Selby ist mit seiner Ehefrau Jan Selby verheiratet. Er lernte sie während seiner Stelle als Vikar an der All Saints Church in London kennen; sie sang dort im Kirchenchor. Jan Selby arbeitete als staatlich anerkannte „Psychologische Beraterin“ (Professional Counsellor); außerdem gab sie Kurse in Glaubenserziehung und Religionslehre. Aus der Ehe gingen drei, mittlerweile erwachsene Kinder hervor: Ben, Suzanne und Naomi. Zu seinen privaten Interessen zählt er Musik. Er lebt auf der Isle of Wight.